# Chiesa dei Santi Vito e Modesto (Civate)
La chiesa dei Santi Vito e Modesto è la parrocchiale di Civate, in provincia di Lecco ed arcidiocesi di Milano; fa parte del decanato di Lecco.

## Storia
La prima citazione di una chiesa a Civate è da ricercare nel Liber Notitiae Sanctorum Mediolani, scritto da Goffredo da Bussero sul finire del XIII secolo, in cui si legge che essa era filiale della pieve di Oggiono.
L'edificio fu restaurato nel XV secolo e consacrato nel 1438.
Nel 1711 iniziarono su progetto di Bernardo Maria Quarantino i lavori di rifacimento della chiesa, poi terminati nel 1734; nel 1736 venne eretta a parrocchiale.
Dalla relazione della visita pastorale del 1759 dell'arcivescovo Giuseppe Pozzobonelli trovò che la chiesa, in cui avevano sede le confraternite del Santissimo Sacramento e del Santissimo Rosario, aveva come filiali la cappella di San Pietro al Monte e gli oratori di San Benedetto, di San Rocco in località Scola, di San Carlo in contrada Borgnoso, dei Santi Nazario e Celso e di Sant'Andrea ad Isella e che i fedeli ammontavano a 900; questi ultimi risultavano saliti a 905 un ventennio dopo.
Il progetto per la ricostruzione della facciata venne presentato nel 1830 da Giuseppe Bovara, ma tuttavia non fu messo in pratica; comunque, nel 1897 furono eseguiti dei lavori di restauro e nel medesimo anno l'arcivescovo Andrea Carlo Ferrari impartì la consacrazione in occasione della sua visita pastorale.
Nel 1971 la parrocchia passò dal vicariato di Oggiono, al quale era aggregata da secoli, al decanato di Lecco; negli anni novanta si procedette all'adeguamento della chiesa alle norme postconciliari e nel 2019 la facciata della chiesa venne restaurata.

## Descrizione

### Esterno
La facciata a capanna della chiesa, in stile neoclassico, è suddivisa da una cornice marcapiano in due registri, entrambi tripartiti da quattro lesene; quello inferiore presenta al centro il portale d'ingresso sormontatomda una piccola nicchia, mentre quello superiore è caratterizzato da una finestra rettangolare e da una semicircolare ed è coronato dal timpano triangolare.
Annesso alla parrocchiale è il campanile a base quadrata, abbellito da lesene angolari; la cella presenta una monofora ed è coronata dalla cupola a cipolla poggiante sul tamburo.

### Interno
L'interno dell'edificio si compone di un'unica navata, sulla quale si affacciano le quattro cappelle del battistero, di San Giuseppe, di San Carlo e della Madonna Addolorata e le cui pareti sono scandite da lesene sorreggenti la trabeazione sopra cui s'imposta la volta; al termine dell'aula si sviluppa il presbiterio, a sua volta chiuso dall'abside.
Qui sono conservate diverse opere di pregio, tra le quali l'organo, costruito nel XVIII secolo dalla ditta bergamasca Serassi, l'affresco della cupola raffigurante la Gloria dei Santi Vito, Modesto e Crescenzia, eseguito nel 1897 da Angelo Bacchetta, e le statue ritranti Santa Francesca Romana e San Bernardo di Chiaravalle.